# 사카이 다다요리 (1704년)
사카이 다다요리(일본어: 酒井忠寄, 1704년 9월 9일 ~ 1766년 6월 14일)는 일본 에도 시대의 다이묘로, 데와노쿠니 쇼나이번의 5대 번주이다. 에도 막부의 로주를 지냈으며, 관위는 종4위하, 셋쓰노카미, 사에몬노조(左衛門尉), 시종(侍従)이다.
호에이 원년(1704년) 8월 11일, 쇼나이 번의 지번인 데와 마쓰야마 번주 사카이 다다야스의 둘째 아들로 태어났다. 본가에 후사가 없었으므로, 쇼나이 번의 4대 번주 사카이 다다자네의 양자가 되었다. 당시 쇼나이 번은 에조치 경비와 도호쿠 지방의 도자마 대번 경찰 및 수비 역할을 담당하여, 통상적으로 막부의 역직을 맡지 않는 것이 상례였으나, 다다요리는 간엔 2년(1749년) 9월 28일 로주에 발탁되었다. 로주로 재임하는 동안 호레키 소동 처리를 담당하여 재판을 맡았다. 메이와 원년(1764년) 5월 16일 로주직을 사임하였고, 메이와 3년(1766년) 5월 8일에 63세의 나이로 사망하였다. 맏아들 사카이 다다아쓰가 그 뒤를 이었다.
| 전임 사카이 다다자네 | 제5대 쇼나이번 번주 1731년 ~ 1766년 | 후임 사카이 다다아쓰 |